# Rameau (pianos)
Pour les articles homonymes, voir Rameau.
Rameau est une marque française de fabrication de pianos, fondée en 1971 par d'anciens facteurs de pianos des « Grandes marques réunies », Pleyel, Érard et Gaveau qui sont désireux de relancer l'activité de facture de piano qui s'est interrompue aux alentours de 1965, par la fermeture de l'ensemble constitué au début des années 1960 par les trois « Grandes marques » françaises subsistantes de facture de pianos.
Les pianos Rameau sont considérés comme des instruments de qualité, appréciés pour leur belle musicalité. Ils se distinguent aussi par leur sonorité romantique dite « à la française », donnant aux notes et à la musique interprétée une coloration claire et un timbre puissant, traits caractéristiques des instruments de la marque.

## Historique

### Création et lancement
Initialement installée à Montreuil en région parisienne, l'entreprise Rameau déménage à Alès en 1974. Ce déménagement permet à la marque à la fois de s'agrandir, car elle était trop à l'étroit dans ses locaux de Montreuil-sous-Bois et aussi de bénéficier des aides à l'installation accordées aux entreprises sur ce territoire, fortement affecté par la fermeture des mines de charbon de la région. L'entreprise s'est appelée par la suite : « Manufacture Française de Pianos », nom qui est toujours la raison sociale de Pleyel de nos jours.

### Développement et croissance commerciale
La marque Rameau a fêté son millième piano en juillet 1973. La gamme comprend de bons instruments d'étude mais aussi des pianos d'expression, voire d'interprétation, de qualité. La facture est fidèle à la fois à la tradition de la facture française de Pleyel-Érard-Gaveau dont sont issus les fondateurs, aussi bien qu'au son romantique dit « à la française », typique de la facture française. En 1982, la fabrique produit aussi des pianos sous les marques Pleyel-Érard-Gaveau.
Jusqu'en 1992, Rameau tente de s'imposer sur le marché des pianos droits, et avec 1 500 à 2 000 pianos produits chaque année, détient environ 10 % du marché national,.

### Les effets de la concurrence asiatique
Rameau doit faire face à une rude concurrence, en particulier celle des pianos à bas coût venus d'Asie : japonaise d'abord, mais aussi ensuite chinoise puis coréenne. La marque est spécialement confrontée à la concurrence des pianos produits en Chine vendus à prix cassés, cela alors que le marché français du piano neuf connaît par ailleurs un quasi effondrement. Avec en particulier la numérisation des loisirs (jeux vidéos, internet) des jeunes générations, les ventes de pianos acoustiques ont été divisées par cinq en l'espace de 30 ans où l'on est passé de 40 000 instruments vendus en 1980 en France, à seulement 8 000 en 2010 (plus que 6 000 en 2020 et un prévisionnel de seulement 4 500 en 2022). Il est à noter que le développement des achats de pianos numériques en alternative au piano acoustique, pour des raisons d'encombrement et de prix réduits, ont aussi participé de l'accroissement de cette forte chute depuis les années 2000, l'accélérant et la renforçant encore.

### Rachat et arrêt de la production
L'usine et la marque Rameau sont bientôt en difficulté. Aussi la marque est-elle finalement rachetée en 2000 simultanément avec Pleyel-Érard-Gaveau,  dont la manufacture française de pianos d'Alès est aussi détentrice, par Hubert Martigny. La manufacture française de pianos ferme en 2007 son usine d’Alès, ouverte en 1973, pour se réinstaller sur le site historique pour la marque Pleyel de Saint-Denis,. C'est la marque Pleyel qui va uniquement être utilisée désormais, les marques Rameau, Érard et Gaveau n'étant dès lors plus exploitées.
Le 12 novembre 2012, la direction confirme toutefois officiellement que l'entreprise connaît des difficultés et qu'elle est sur le point de faire l'objet d'une cession, sans toutefois préciser le nom du futur propriétaire de la marque. Il semble alors que le repreneur soit un des grands groupes de luxe, de sorte que l'activité serait maintenue sur le sol français. La confédération française des métiers d'art annonce en 2013 la fermeture prochaine des ateliers de Saint-Denis.
Les activités perdurent cependant avec en septembre 2014, un emménagement de Pleyel qui se fait finalement dans des locaux du viaduc des Arts, 93-95 avenue Daumesnil à Paris (12e arrondissement), avec l'ouverture d'un show-room et celle d'un atelier mitoyen d'entretien et de réparation de pianos. La fabrication se poursuit dans le respect des procédés et des matériaux traditionnels de Pleyel, mais avec un assemblage des instruments qui se trouve pour sa part désormais localisé en Indonésie, où les méthodes et les processus de fabrication Peyel sont pleinement appliqués et respectés, avec toutefois un coût de main d'œuvre nettement moindre qu'en France. La finition des pianos continue pour sa part à se faire en France.
Depuis le rachat de Pleyel par le Président d'Algam Gérard Garnier intervenu en 2017, la marque Rameau appartient à Algam de même que Erard et Gaveau. Elle n'est pour autant plus utilisée à ce jour, non plus que les marques Erard et Gaveau qui ne sont plus en exploitation.

## Gamme de pianos
La gamme des pianos Rameau est composée essentiellement de pianos droits, en particulier les modèles 112, 114, 115, 116, 118, 124,, et 130, auxquels s'ajoutent quelques pianos 1/4 de queue à l'exemple du modèle Provence, ou du modèle Beaubourg par Christian Adam. Bien que plus fabriquée depuis plus de vingt ans elle est considérée comme de qualité et de bonne facture. Elle reprend les traditions de la facture française dans lesquelles elle s'inscrit, celle des « Grandes marques réunies », regroupement de Érard, Pleyel et Gaveau, avec tant de bons pianos d'études que des instruments d'expression, voire d'interprétation, de qualité pour pianistes exigeants, caractérisés par leur belle sonorité romantique et claire dite « à la française ».
Bien qu'ils ne soient plus produits, les pianos Rameau sont toujours largement en usage de nos jours et continuent d'être des instruments appréciés et recherchés sur le marché actuel du piano.